# Warriors de Syracuse
Les Warriors de Syracuse sont une franchise professionnelle de hockey sur glace de la Ligue américaine de hockey qui a existé de 1951 à 1954.

## Histoire
En 1951, la franchise des Indians de Springfield est déménagée à Syracuse, dans l'État de New York pour devenir les Warriors. Après trois saisons et une seule apparition en séries éliminatoires, la franchise retourne à Springfield où elle reprend son nom original.

## Statistiques
| Saison    | PJ | V  | D  | N | Pts | BP  | BC  | Classement Final | Séries éliminatoires |
| --------- | -- | -- | -- | - | --- | --- | --- | ---------------- | -------------------- |
| 1951-1952 | 68 | 25 | 42 | 1 | 51  | 211 | 272 | 4e, East         | Non qualifiés        |
| 1952-1953 | 64 | 31 | 31 | 2 | 64  | 213 | 201 | 3e, LAH          | 1-3 Cleveland        |
| 1953-1954 | 70 | 24 | 42 | 4 | 52  | 215 | 317 | 6e, LAH          | Non qualifiés        |